# 에스타디오 데 발라이도스
발라이도스 시립 경기장(스페인어: Estadio Municipal de Balaídos balaˈiðos[*])은 협찬사 명칭을 따 아방카-발라이도스(스페인어: Abanca-Balaídos)라고도 불리는 스페인 비고의 좌석 전용 경기장이다. 이 경기장은 셀타 비고의 안방으로 총 35,000명의 관중을 수용할 수 있다.

## 역사

### 건설
1924년 9월, 지역 사업가들이 경기장을 지을 자리에 75,000m2의 부지를 매입해 경기장 건설의 첫 발을 디뎠다. 경기장 건설의 첫 장애물은 라가레스 강의 물줄기 방향을 트는 것이었다. 2년 후, 사업가는 스타디움 데 발라이도스 사를 설립해 경기장 신출 계획을 실행에 옮겼다. 이 경기장의 신축은 헤나로 데 라 푸엔테가 주도했다.

### 개장
발라이도스는 1928년 12월 30일에 개장했다. 경기장은 프라고소의 수석사제인 파우스티노 안데 주교가 강복했다.
경기장에서 치른 첫 경기는 안방 주인 셀타 비고와 바스크에서 온 레알 우니온과의 경기였다. 첫 경기의 시축은 아돌포 그레고리오 에스피노 전 비고 시장의 딸 카르멘 그레고리오-에스피노가 했다. 셀타 비고의 그레실리아노가 이 경기장의 1호골 주인공으로, 7-0 승리에 일조했다.

### 보수 작업
발라이도스는 1982년 FIFA 월드컵을 대비하여 사상 두 번째로 큰 규모의 재단장을 했다. 강 스탠드가 다시 지어졌고, 골 스탠드가 경기장에 증축되었으며, 연단과 득점자 스탠드도 재단장되었다.
2002-03 시즌, 셀타 비고는 사상 처음으로 UEFA 챔피언스리그 진출권을 손에 넣었다. 셀타 비고의 대회 진출 기쁨은 UEFA의 경기장 진단 결과 유럽대항전 개최에 부적격하다는 판단을 받으면서 사그라들었다. 그에 따라 셀타는 안방 경기를 포르투의 안방 이스타디우 두 드라강에서 치를 필요가 생길 수도 있었다. 그러나, 인근 당국이 보수 비용을 부담하면서, 그럴 필요는 없게 되었다.

## 재개발 계획
경기장의 열악한 환경으로 인해 수십 년 동안 신 발라이도스(갈리시아어: Novo Balaídos) 구장 신축의 목소리가 나왔다.

### 2003년
2003년, 오라시오 고메스 당시 셀타 비고의 회장이 신 구장과 주변 지역 개발에 대한 야심찬 계획을 내세웠다. 95,000m2 구역을 재개발하여 쇼핑몰, 호텔, 스포츠 센터를 부대 시설로 개발하는 계획이었다. 카이사노바의 승인에도 불구하고 지역 PSA 푸조-시트로엥 단장 하비에르 리에라를 비롯한 지역 당국은 해당 지역의 잡음을 야기할 것이라고 반대를 하며 무산되었다.

### 2015–17
2015년을 기점으로, 발라이도스는 대규모 보수 공사를 하였다. 관중들이 더 가까운 곳에서 경기를 지켜볼 수 있도록 스탠드가 개조되었다. 경기장 재단장이 완료되면, 경기장의 수용 인원은 31,000명으로 늘릴 수 있게 된다. 경기장 재단장은 2019년에 마무리될 계획이다. 경기장은 재개발이 진행되는 와중에도 정상적으로 셀타 비고의 안방 경기를 주최하였다.
2017년 2월, 경기장의 지붕이 폭풍으로 파손되면서, 안전 문제로 라 리가의 경기 일정이 조정되었다.

## 경기장 구조와 시설
발라이도스 경기장은 코하 구의 발라이도스 로에 있다. 이 경기장은 발라이도스 로(Avenida Balaídos)와 발 미노르 길(Rúa Val Minor), 알칼데 포르타네트 로(Avenida Alcalde Portanet), 도스 올림피코스 갈레고스 길(Rúa dos Olimpicos Galegos)로 둘러쌓인 구역을 차지한다.
경기장 안에는 네 스탠드가 있다: 연단, 강 (주 스탠드), 골 (서쪽 스탠드), 그리고 득점자 (동쪽 스탠드)로 명명된 스탠드는 총 29,000명의 관중을 수용한다. 이 경기장의 최다 인원 수용 기록은 1982년 헤타페와 셀타 간의 세군다 디비시온 경기에서 기록한 45,000명이었다.

### 연단
연단 스탠드는 발라이도스 로와 평행하게 뻗어 있다. 2단으로 구성되어 있으며 2층은 상부 연단(Tribuna alta), 1층은 하부 연단(Tribuna baixa)으로 불린다. 구단의 주점 셀타 바가 연단 스탠드 쪽으로 있다.

### 강
강 스탠드는 가장 최근에 지어진(1981년에 지어짐) 2단 스탠드이다. 2층은 상부 강(Río alto), 1층은 하부 강(Río baixo)으로 불린다. 경기장 스탠드 명칭이 강인 이유는 본래 라가레스 강이 흐르던 자리 위에 지어졌기 때문이다.

### 진입로
경기장 내부는 4개의 스탠드를 따라 골고루 분포된 25개의 출입구로 연결되며 각각 0번에서 24번까지 번호가 매겨졌다. 0번에서 7번 출입구는 연단 스탠드 쪽으로 있고, 8번부터 16번까지는 득점자 스탠드 쪽으로, 17번부터 20번까지는 강 스탠드 쪽으로, 그리고 20번부터 24번까지는 골 스탠드 쪽으로 있다.
2012년, 경기장 외부 새단장으로 구단은 각각 출입구에 유명 선수들의 이름을 붙일 예정이다.

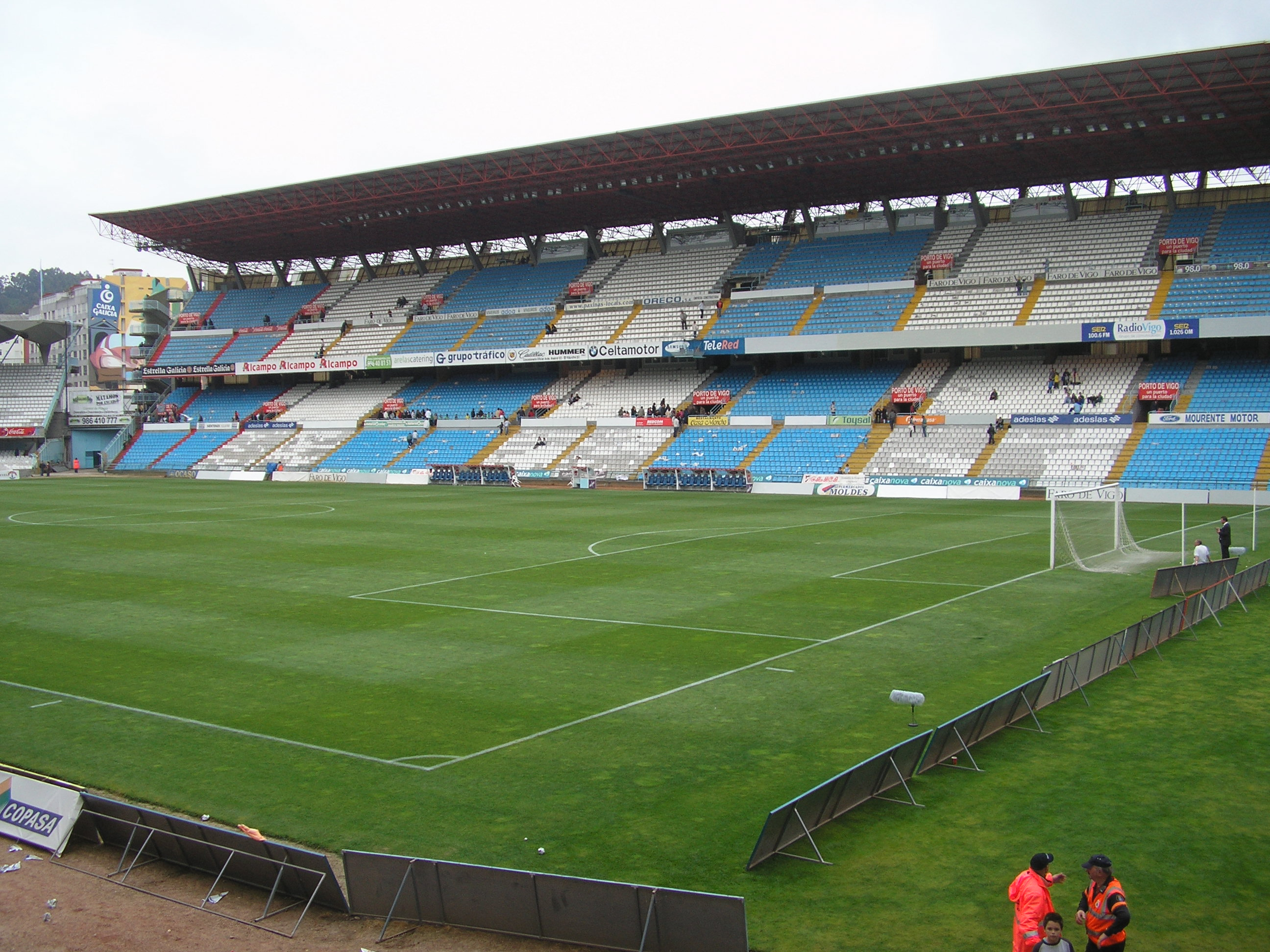
강 스탠드
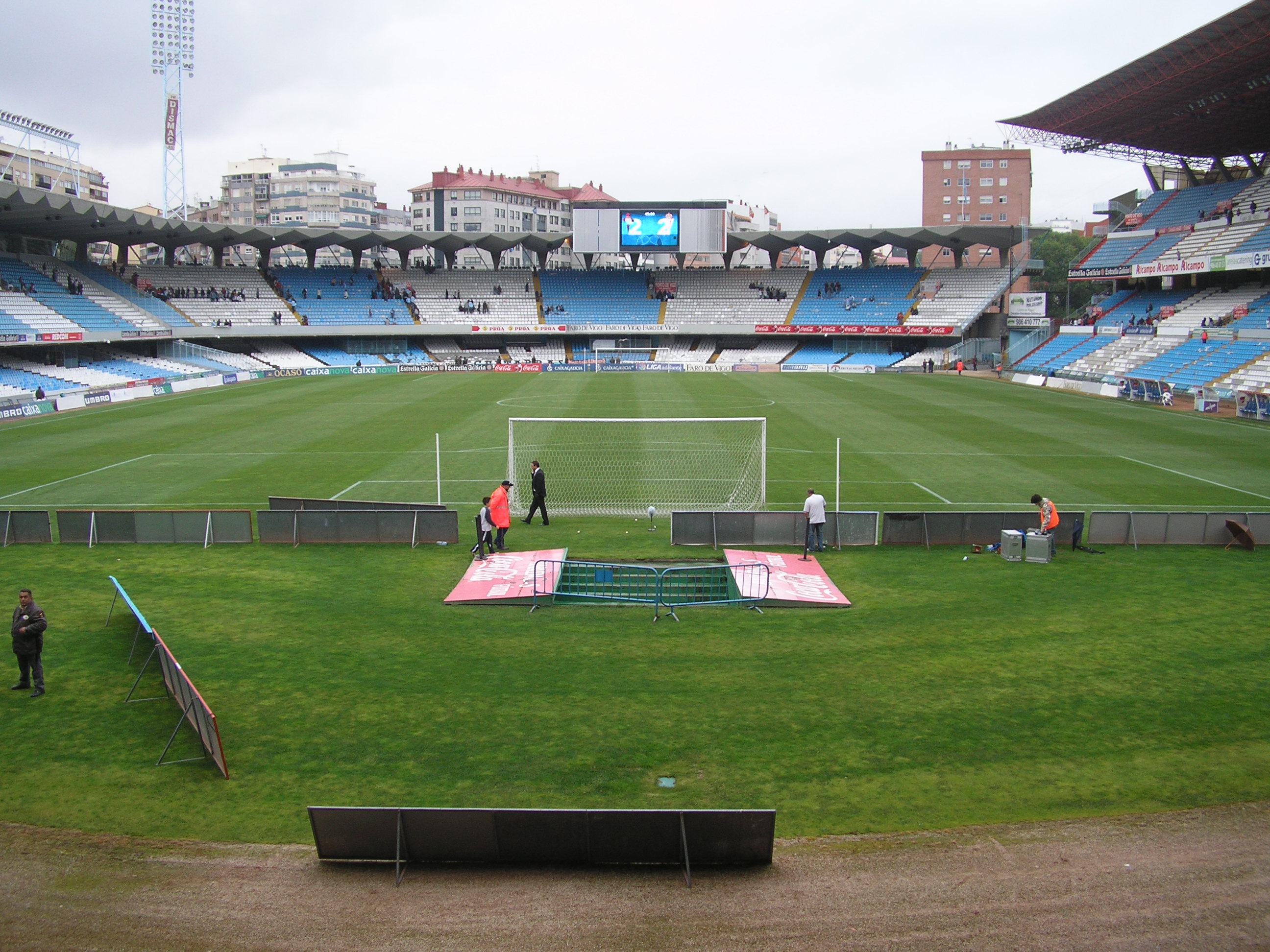
득점자 스탠드
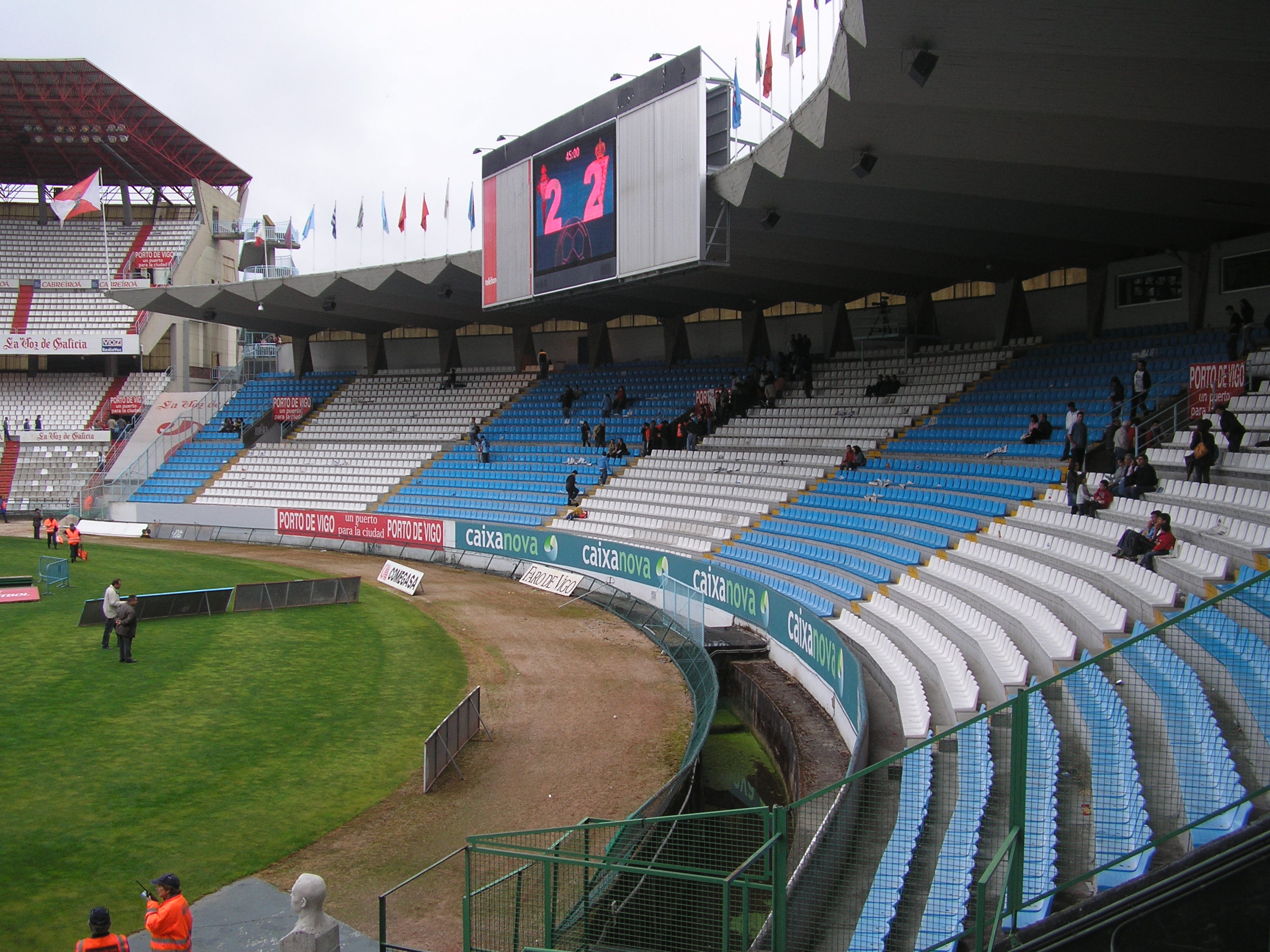
골 스탠드

## 국가대표팀 경기

### 스페인 축구 국가대표팀 경기
| 날짜             | 상대     | 점수 | 대회     |
| ---------------- | -------- | ---- | -------- |
| 1933년 4월 2일   | 포르투갈 | 3–0  | 친선경기 |
| 1979년 9월 26일  | 포르투갈 | 1–1  | 친선경기 |
| 1980년 1월 23일  | 네덜란드 | 1–0  | 친선경기 |
| 1994년 1월 19일  | 포르투갈 | 2–2  | 친선경기 |
| 1998년 3월 25일  | 스웨덴   | 4–0  | 친선경기 |
| 1999년 11월 13일 | 브라질   | 0–0  | 친선경기 |
| 2014년 11월 18일 | 독일     | 0–1  | 친선경기 |

### 1982년 FIFA 월드컵
이 경기장은 1982년 FIFA 월드컵 1차 조별 리그 세 경기를 주최했다. 나머지 1조 세 경기도 갈리시아 주에서 열렸는데, 라 코루냐의 리아소르에서 진행되었다.
| 1982년 6월 14일 | 이탈리아 | 0–0      | 폴란드 | 비고 발라이도스                            |  |  |
| 17:15 CEST      |          | (리포트) |        | 관중 수: 33,000 심판: 미셸 보트로 (프랑스) |  |  |
|                 |          |          |        |                                            |  |  |

| 1982년 6월 18일 | 이탈리아 | 1–1      | 페루       | 비고 발라이도스                              |  |  |
| 17:15 CEST      | 콘티 18′ | (리포트) | 디아스 83′ | 관중 수: 25,000 심판: 발터 에슈바일러 (서독) |  |  |
|                 |          |          |            |                                              |  |  |

| 1982년 6월 23일 | 이탈리아       | 1–1      | 카메룬     | 비고 발라이도스                                |  |  |
| 17:15 CEST      | 그라치아니 60′ | (리포트) | 음비다 61′ | 관중 수: 20,000 심판: 보그단 도체프 (불가리아) |  |  |
|                 |                |          |            |                                                |  |  |